# Нэтчбулл-Хьюджессен, Хью
Хью Монтгомери Нэтчбулл-Хьюджессен (Натчбулл-Хьюгессен, англ. Hughe Montgomery Knatchbull-Hugessen; 26 марта 1886 — 21 марта 1971) — британский дипломат. Принадлежал к аристократическому роду: был внуком Эдуарда Нэтчбулла, 9-го баронета, и племянником Эдуарда Нэтчбулл-Хьюджессена, 1-го барона Брэбурна. Учился в Итонском колледже и Баллиол колледже Оксфорда (бакалавр искусств, 1907). С 1908 года служил в Форин-офис. Занимал должности советника посольства в Брюсселе (1926—1930), посланника в Эстонии, Литве и Латвии (1931—1934), посланника в Иране (1934—1936), в Китае (1936—1937).
В 1939—1944 годах Нэтчбулл-Хьюджессен был послом Великобритании в Турции. С его работой в этой стране связан один из известных случаев проникновения немецких шпионов к тайнам британской дипломатии: албанец Эльяс Базна сумел устроиться камердинером посла и с октября 1943 года сотрудничал с абвером как агент под кодовым именем «Цицерон». По некоторым утверждениям, переданная им информация не использовалась Германией, так как немцы «решили её проигнорировать вплоть до получения дополнительного подтверждения из какого-нибудь другого источника (событие, случавшееся крайне редко)». Работу этого агента нацисты оплачивали фальшивыми фунтами.
В 1944—1947 годах Нэтчбулл-Хьюджессен был послом в Бельгии и Люксембурге, затем ушёл в отставку.
Рыцарь-командор ордена Святого Михаила и Святого Георгия (1936, кавалер 1920).

## Книги
- Knatcbull-Hugessen H. Diplomat in peace and war. L., 1949.